# Leucania nudivena
Leucania nudivena är en fjärilsart som beskrevs av Barend J. Lempke 1940. Leucania nudivena ingår i släktet Leucania och familjen nattflyn. Inga underarter finns listade i Catalogue of Life.